# چوب‌خزک خالدار
چوب‌خزک خال‌دار (نام علمی: Xiphorhynchus erythropygius) گونه‌ای از پرندگان در زیرتیرهٔ چوب‌خزکان (Dendrocolaptinae) از تیرهٔ تنورمرغان (Furnariidae) است. در بلیز، کلمبیا، کاستاریکا، اکوادور، السالوادور، گواتمالا، هندوراس، مکزیک، نیکاراگوئه و پاناما یافت می‌شود.

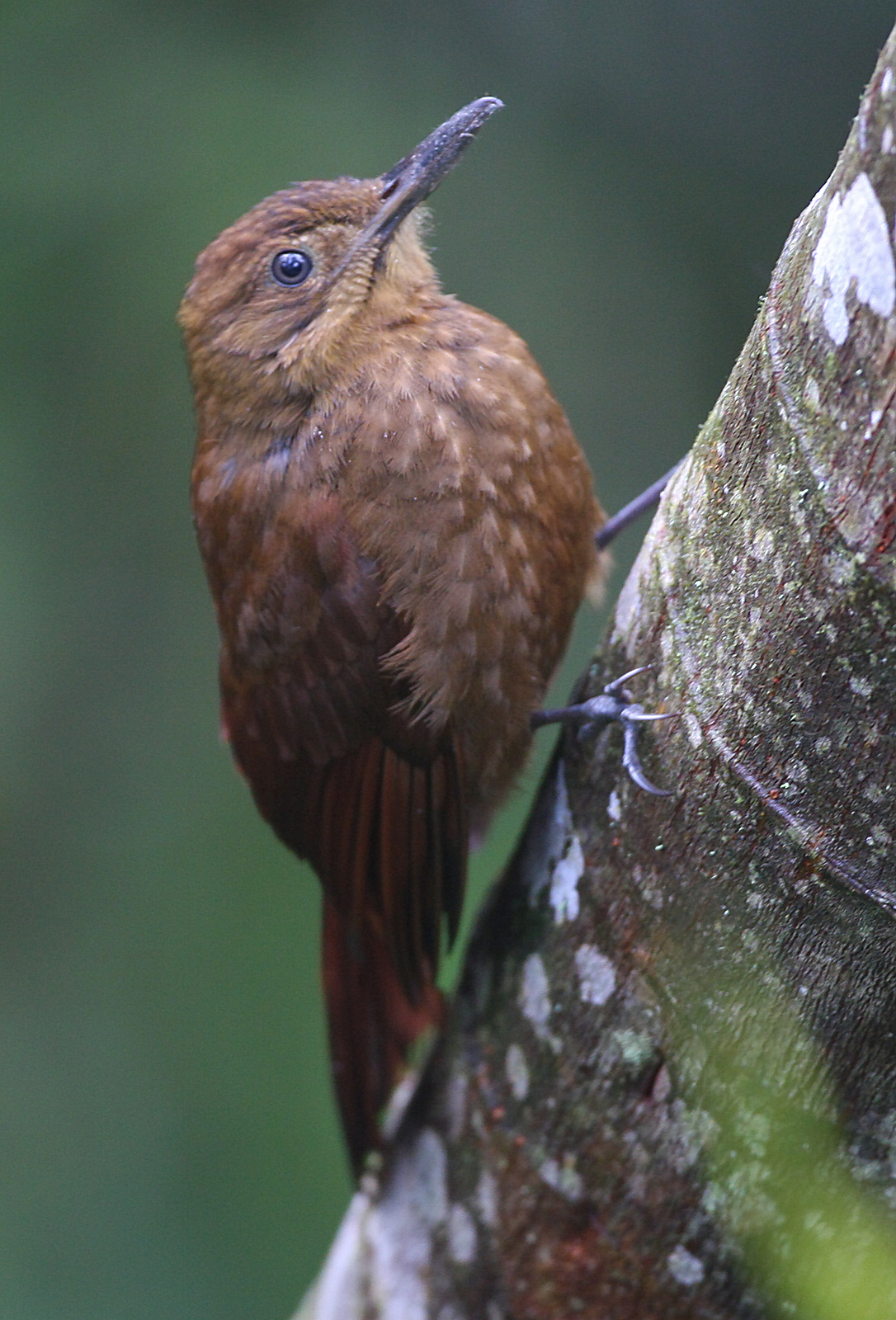
دره تاندایاپا، شمال غربی اکوادور